# Grote windhalm
De grote windhalm (Apera spica-venti) is een eenjarige plant uit de grassenfamilie (Poaceae). 
De soort staat op de Nederlandse Rode lijst van planten als algemeen voorkomend en matig afgenomen. De plant komt van nature voor in Europa en West- en Midden-Azië en is van daaruit verder verspreid naar Nieuw-Zeeland en het oosten van Noord-Amerika. Het aantal chromosomen is 2n = 14.
De grote windhalm wordt 40-100 cm hoog en vormt talrijke, rechtopstaande of geknikt opstijgende, gladde bloeistengels. De 3-4 mm brede bladeren zijn ruw en het tongetje van de onderste bladeren is tot 6 mm lang, terwijl dat van de er boven staande bladeren tot 12 mm lang is. Het tongetje is vaak rafelig ingesneden. De plant bloeit van juni tot in augustus. De bloeiwijze is een grote en vaak meer dan 20 cm lange pluim, die tijdens de bloei uitgespreid is. Het onderste derde deel van de pluim heeft takken zonder aartjes. De min of meer violette of bruinachtig aangelopen, 3 mm lange aartjes hebben één bloempje. De kelkkafjes zijn lancetvormig, spits en hebben één tot drie nerven. Het bovenste kelkkafje is 2,5 mm lang. Het onderste, 2,3 mm lange kroonkafje (lemma) is korter dan het bovenste, 2,6 mm lange kelkkafje en heeft vijf, dunne nerven. Even onder de top van dit kroonkafje zit een 5-7 mm lange, min of meer heen en weer gebogen kafnaald. Het bovenste kroonkafje is 1,8 mm lang. De meeldraad heeft 1-2 mm lange helmhokjes.

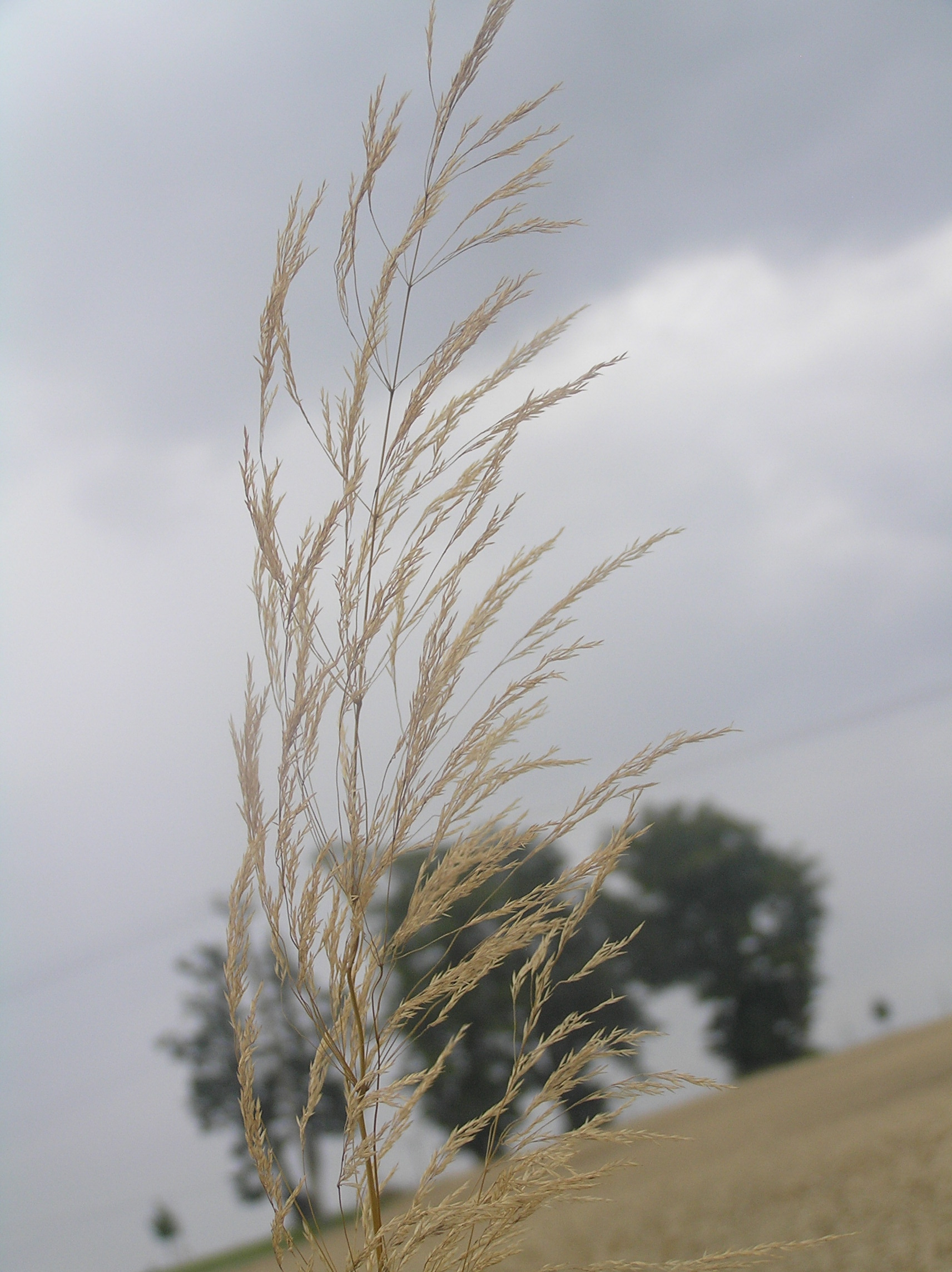
Bloeiwijze

De grote windhalm komt voor tussen het graan, vaak rogge, op vrij droge, voedselrijke grond en op open omgewerkte grond.